# Olena Ronschyna
Olena Iwaniwna Ronschyna, nach Heirat Olena Iwaniwna Morosowa (ukrainisch Олена Іванівна Ронжина (Морозова); * 18. November 1970 in Dnipropetrowsk, Ukrainische SSR), ist eine ehemalige ukrainische Ruderin, die bis 1991 für die Sowjetunion antrat.

## Karriere
Ronschyna belegte bei den Weltmeisterschaften 1990 mit dem sowjetischen Achter den sechsten Platz. Zusammen mit Hanna Motretschko trat sie bei den Olympischen Spielen in Barcelona 1992 im Zweier ohne Steuerfrau für das Vereinte Team der Gemeinschaft unabhängiger Staaten an, die beiden erreichten den achten Platz.
Ab 1993 startete Ronschyna für die Ukraine, bei den Weltmeisterschaften 1993 belegte sie mit dem ukrainischen Achter den siebten Platz. 1994 wechselte sie in den Doppelvierer, in der Besetzung Switlana Masij,  Dina Miftachutdynowa, Olena Ronschyna und Tetjana Ustjuschanina gewann das Boot die Bronzemedaille hinter den Booten aus Deutschland und China. Nach einem zehnten Platz bei den Weltmeisterschaften 1995 erreichte der ukrainische Doppelvierer bei den Olympischen Spielen 1996 mit einem Sieg im Hoffnungslauf das A-Finale. Switlana Masij, Dina Miftachutdynowa, Inna Frolowa und Olena Ronschyna erkämpften die Silbermedaille mit drei Sekunden Rückstand auf die Deutschen und zwei Hundertstelsekunden Vorsprung vor den Kanadierinnen.
In der gleichen Besetzung gewannen die Ukrainerinnen bei den Weltmeisterschaften 1997 Bronze hinter den Deutschen und den Däninnen. Nach einem siebten Platz bei den Weltmeisterschaften 1998 gewannen Jana Kramarenko, Switlana Masij, Tetjana Ustjuschanina und Olena Ronschyna bei den Weltmeisterschaften 1999 die Silbermedaille hinter dem deutschen Boot. Für Kramarenko kehrte 2000 Dina Miftachutdynowa in den Doppelvierer zurück, bei den Olympischen Spielen 2000 in Sydney belegten die Ukrainerinnen den vierten Platz.
Nach einem Jahr Wettkampfpause trat Ronschyna unter dem Namen Morosowa 2002 wieder an. Sie belegte mit dem Doppelvierer den sechsten Platz bei den Weltmeisterschaften 2002 und den fünften Platz bei den Weltmeisterschaften 2003. Bei den Olympischen Spielen 2004 in Athen belegten Olena Morosowa, Tetjana Kolesnikowa, Olena Olefirenko und Jana Dementjewa im Finale den dritten Platz hinter den Deutschen und den Britinnen. Nachdem Olena Olefirenko bei einer Dopingkontrolle positiv getestet wurde, erfolgte nachträglich eine Disqualifikation des ukrainischen Doppelvierers, die Bronzemedaille ging an die Australierinnen. 2005 belegte Olena Morosowa noch einmal im Doppelvierer den vierten Platz bei den Weltmeisterschaften. 2006 ruderte sie im ukrainischen Achter und beendete dann ihre sportliche Karriere.
Die 1,84 m große Olena Ronschyna(-Morosowa) ruderte für Dzerzhinska.